# Francisco Palencia
Juan Francisco Palencia Hernández (né le 28 avril 1973 à Mexico) est un footballeur mexicain d'origine amérindienne. Surnommé « Paco » ou « El Niño », il peut jouer milieu de terrain offensif ou attaquant. 
Palencia compte 75 sélections avec la sélection mexicaine avec laquelle il a remporté la Coupe des confédérations en 1999 et disputé les coupes du monde 1998 et 2002. 
Après une saison en MLS avec les Chivas USA, il joue depuis 2007 avec les Pumas UNAM.

## Équipe nationale
- 80 sélections et 12 buts en équipe du Mexique depuis 1996.